# Periscyphops squamatus
Periscyphops squamatus är en kräftdjursart som beskrevs av Gustav Budde-Lund 1899. Periscyphops squamatus ingår i släktet Periscyphops och familjen Eubelidae. Inga underarter finns listade i Catalogue of Life.